# Премія БАФТА у кіно (69-та церемонія вручення)
69-та церемонія вручення нагород Британською академією телебачення та кіномистецтва, більш відома як БАФТА, за досягнення в сфері кінематографа за 2015 рік, що відбулася 14 лютого 2016 року в Королівському театрі Ковент-Гарден в Лондоні. Номінанти були оголошені Стівеном Фраєм та Гугу Мбата-Роу 8 січня 2016 року. Ведучим церемонії був Стівен Фрай.

## Список лауреатів та номінантів
Переможців було оголошені 14 лютого 2016 року. Церемонія транслювалась на телеканалі BBC One о 9 вечора GMT за місцевим часом. Сідні Пуатьє отримав премію BAFTA Fellowship за свій внесок у кінематограф.

Лауреати премії
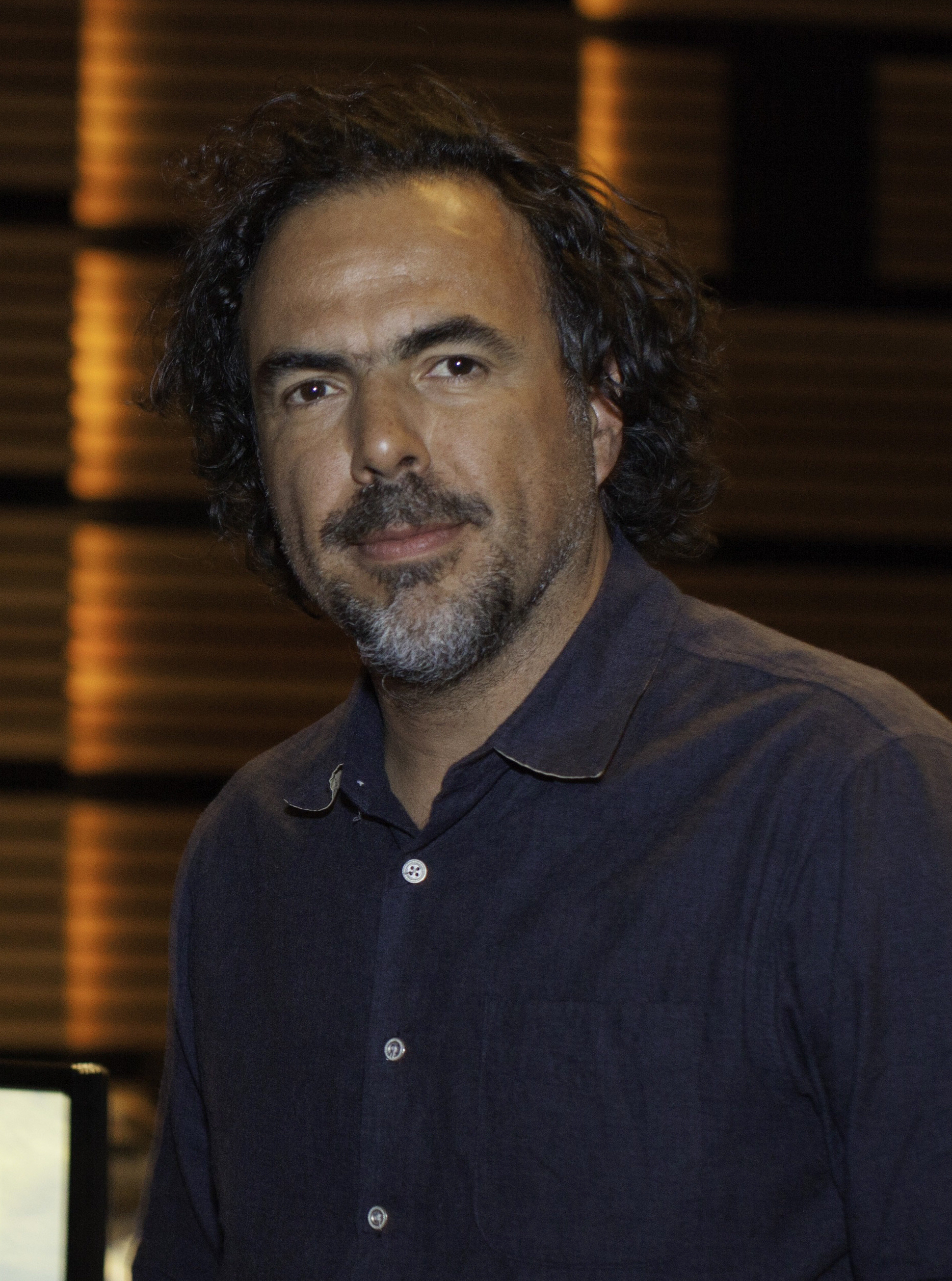
Алехандро Гонсалес Іньярріту, «Найкращий режисер»
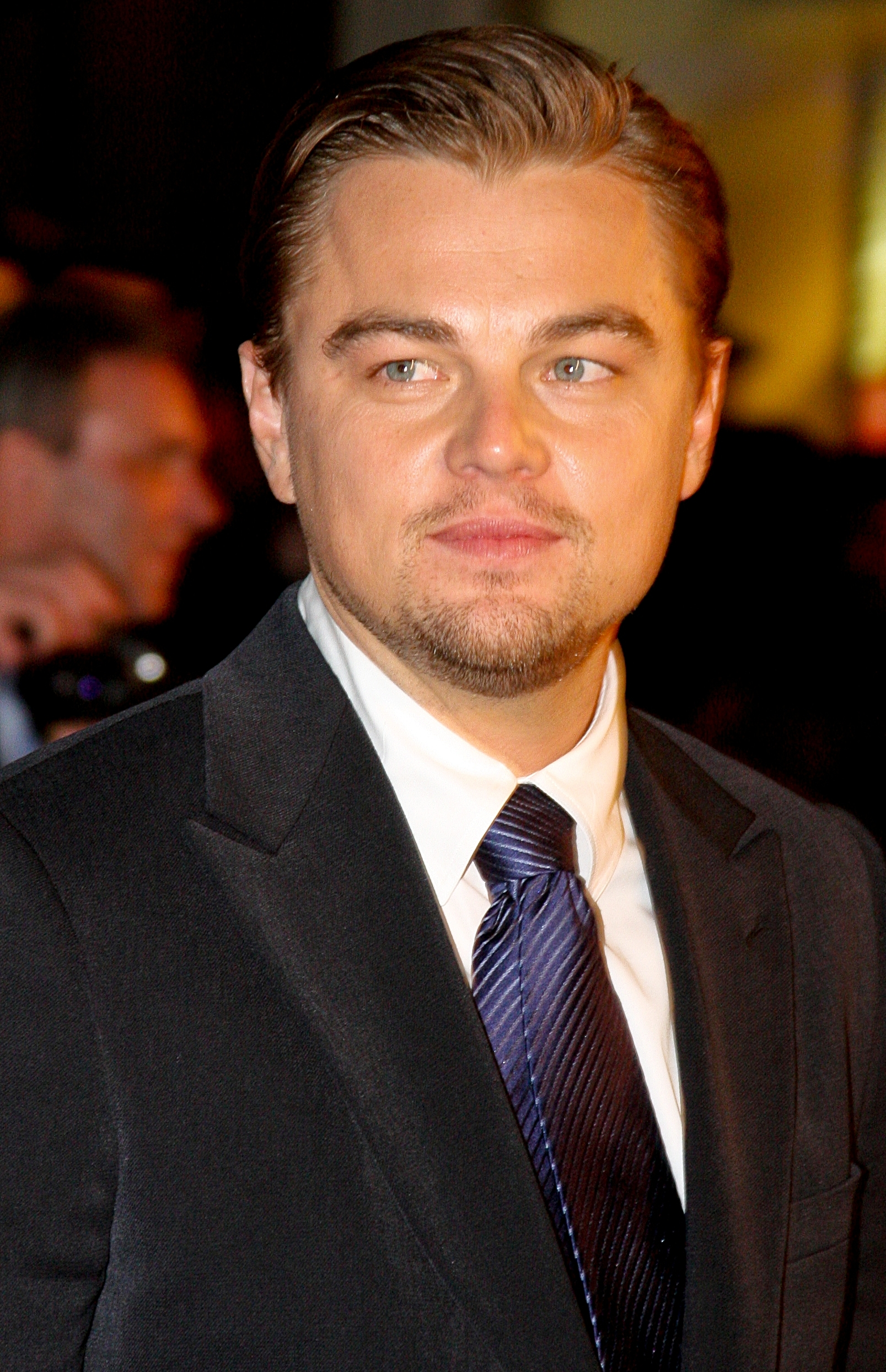
Леонардо Ді Капріо, «Найкраща чоловіча роль»
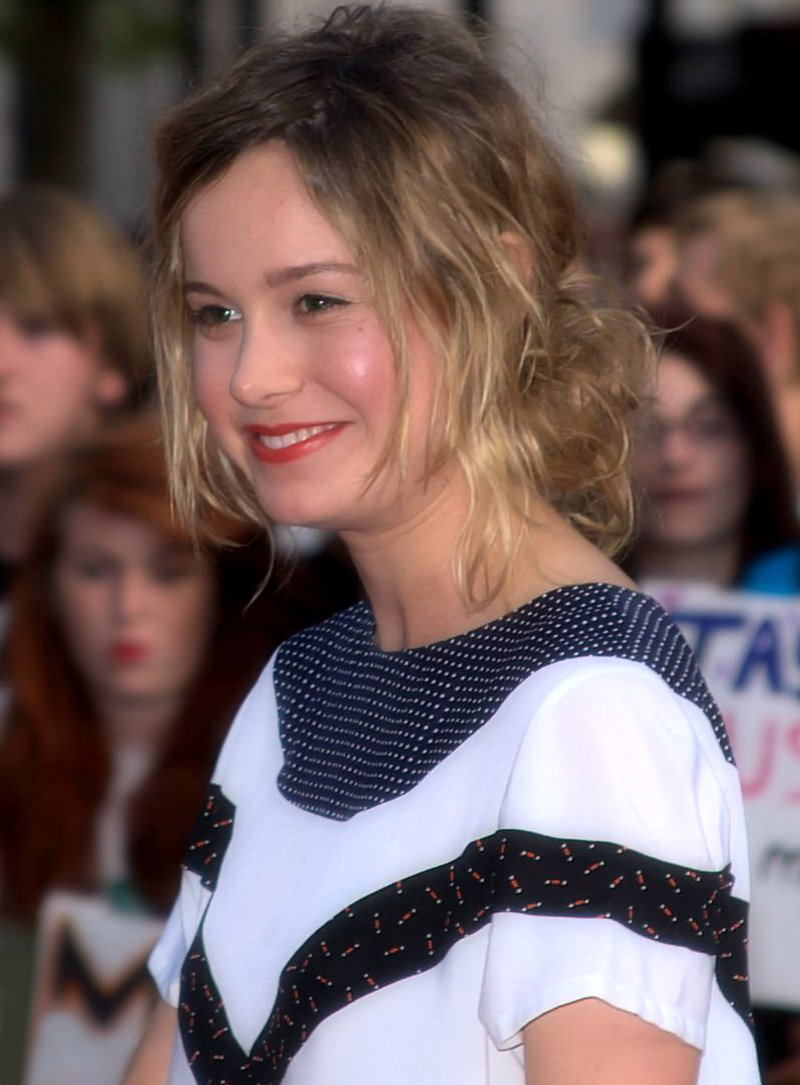
Брі Ларсон, «Найкраща жіноча роль»
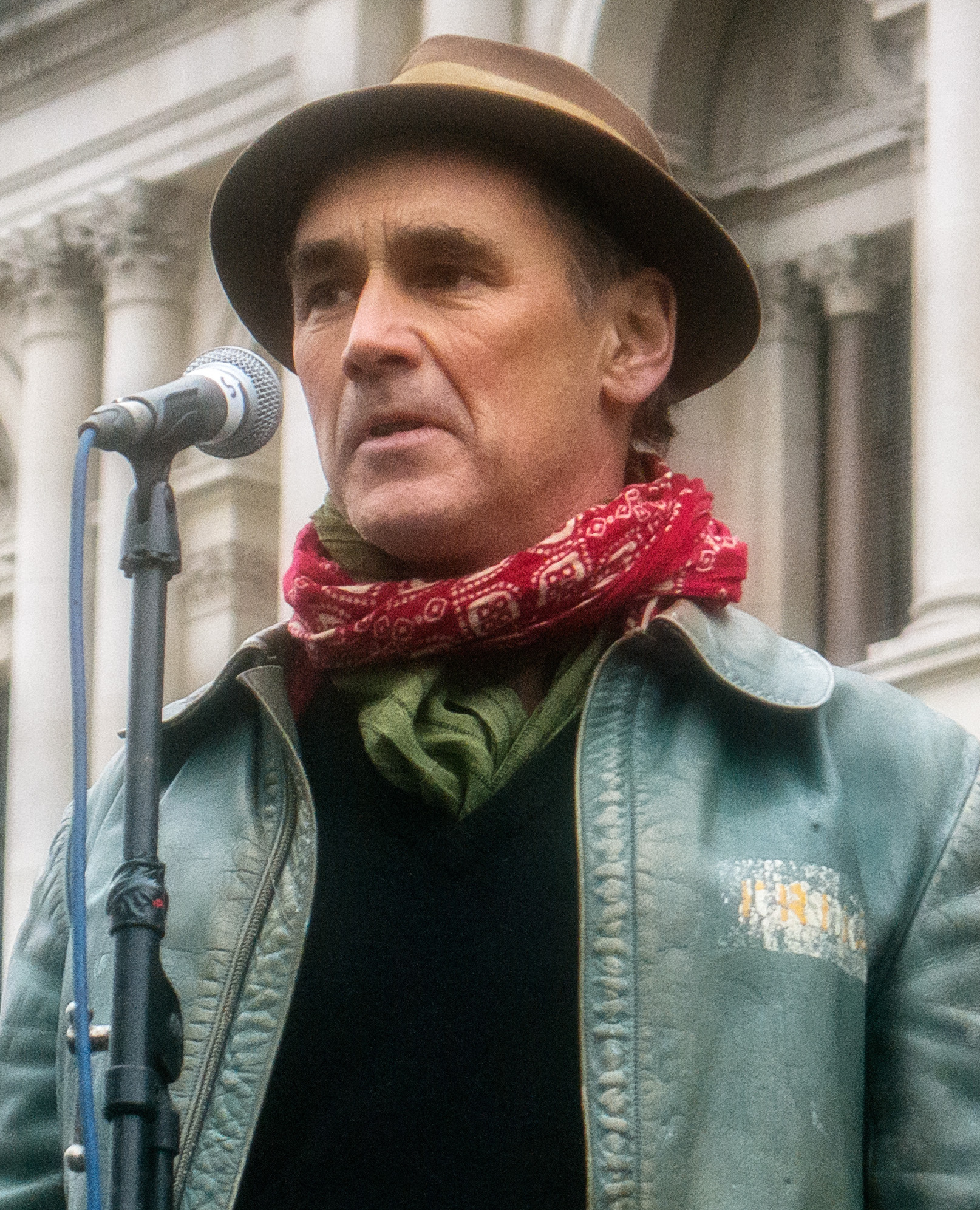
Марк Райленс, «Найкраща чоловіча роль другого плану»
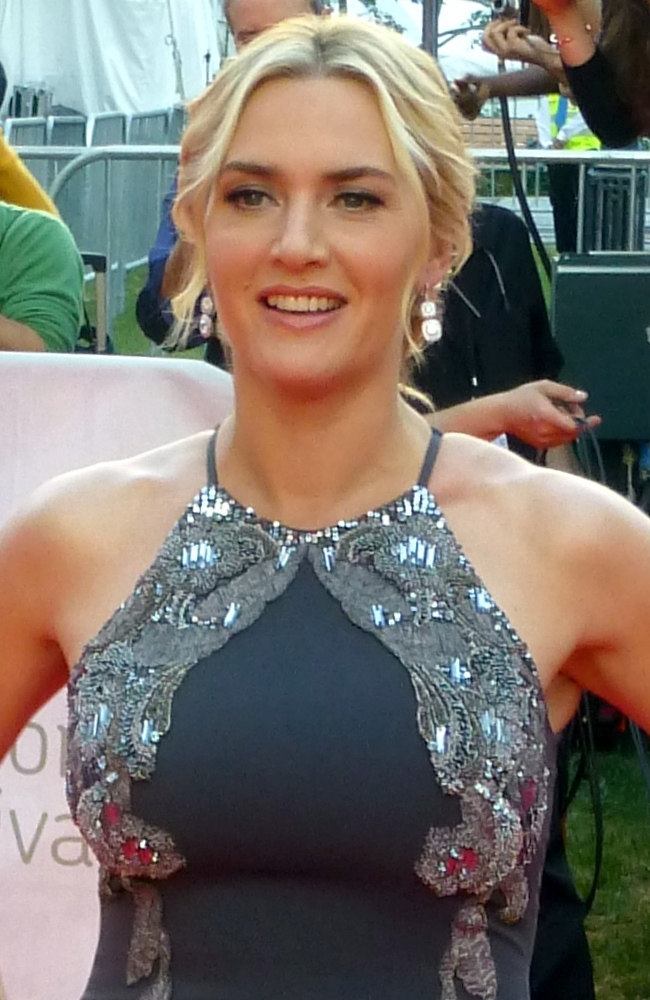
Кейт Вінслет, «Найкраща жіноча роль другого плану»

| Найкращий фільм | Найкращий режисер |
| --- | --- |
| «Легенда Г'ю Гласса» — Стів Ґолін, Алехандро Гонсалес Іньярріту, Арнон Мілчен, Мері Перент і Кіт Редмон - «Гра на пониження» — Деде Гарднер, Джеремі Клайнер і Бред Пітт - «Міст шпигунів» — Крісті Макоско Крігер, Марк Платт і Стівен Спілберг - «Керол» — Елізабет Карлсен, Крістін Вачон і Стівен Вуллі - «У центрі уваги» — Стів Ґолін, Блай Пегон Фауст, Ніколь Роклін і Майкл Шугар                | Алехандро Гонсалес Іньярріту — «Легенда Г'ю Гласса» - Тодд Гейнс — «Керол» - Адам Мак-Кей — «Гра на пониження» - Рідлі Скотт — «Марсіянин» - Стівен Спілберг — «Міст шпигунів» |
| Найкраща чоловіча роль | Найкраща жіноча роль |
| Леонардо Ді Капріо — «Легенда Г'ю Гласса» (Г'ю Гласс) - Браян Кренстон — «Трамбо» (Далтон Трамбо) - Метт Деймон — «Марсіянин» (Марк Вотні) - Майкл Фассбендер — «Стів Джобс» (Стів Джобс) - Едді Редмейн — «Дівчина з Данії» (Лілі Ельбе) | Брі Ларсон — «Кімната» (Джой «Ma») - Кейт Бланшетт — «Керол» (Керол Ейрд) - Сірша Ронан — «Бруклін» — (Елліс Лейсі) - Меггі Сміт — «Леді у фургоні» (Міс Мері Шеперд) - Алісія Вікандер — «Дівчина з Данії» (Герда Вегенер) |
| Найкраща чоловіча роль другого плану | Найкраща жіноча роль другого плану |
| Марк Райленс — «Міст шпигунів» (Рудольф Абель) - Крістіан Бейл — «Гра на пониження» (Майкл Баррі) - Бенісіо дель Торо — «Сікаріо» (Алехандро) - Ідріс Ельба — «Безрідні звірі» (командир) - Марк Руффало — «У центрі уваги» (Майкл Резендес) | Кейт Вінслет — «Стів Джобс» (Джоанна Гоффман) - Дженніфер Джейсон Лі — «Мерзенна вісімка» (Дейзі Домерг) - Руні Мара — «Керол» (Тереза Белівет) - Алісія Вікандер — «Ex Machina» (Ава) - Джулі Волтерс — «Бруклін» (Медж Кехо) |
| Найкращий оригінальний сценарій | Найкращий адаптований сценарій |
| Том МакКарті і Джош Сінгер — «У центрі уваги» - Метт Чарман, Етан Коен і Джоел Коен — «Міст шпигунів» - Джош Кулі, Піт Доктер і Мег ЛеФов — «Думками навиворіт» - Алекс Ґарленд — «Ex Machina» - Квентін Тарантіно — «Мерзенна вісімка» | Адам Мак-Кей і Чарльз Рендольф — «Гра на пониження» - Емма Доног'ю — «Кімната» - Нік Горнбі — «Бруклін» - Філліс Наджі — «Керол» - Аарон Соркін — «Стів Джобс» |
| Найкраща операторська робота | Найкращий дебют британського режисера, сценариста чи продюсера |
| Еммануель Любецкі — «Легенда Г'ю Гласса» - Роджер Дікінс — «Сікаріо» - Януш Камінський — «Міст шпигунів» - Едвард Лекмен — «Керол» - Джон Сіл — «Шалений Макс: Дорога гніву» | Наджи Абу Навар (Сценарист/Режисер) і Руперт Ллойд (Продюсер) — «Тіб» - Стівен Фінгелтон (Сценарист/Режисер) — «The Survivalist» - Алекс Ґарленд (Режисер) — «Ex Machina» - Деббі Такер Грін (Сценарист/Режисер) — «Друге пришестя» - Шон МакАллістер (Режисер/Продюсер) і Елум Шейкріфар (Продюсер) — «Сирійська історія кохання» |
| Найкращий британський фільм | Найкращий документальний фільм |
| «Бруклін» — Джон Кроулі, Фінола Дваєр, Нік Горнбі і Аманда Позі - «45 років» — Трістан Голаєр і Ендрю Гейг - «Емі» — Джеймс Гей-Ріс і Азіф Кападіа - «Дівчина з Данії» — Тім Беван, Люсінда Коксон, Ерік Феллнер, Енн Гаррісон, Том Гупер і Гейл Матракс - «Ex Machina» — Алекс Ґарленд, Ендрю Макдональд і Аллон річ - «Лобстер» — Сесі Демпсі, Ефтіміс Філліпоу, Ед Гуене, Йоргос Лантімос і Лі Магідей | «Емі» — Джеймс Гей-Ріс і Азіф Кападіа - «Земля картелів» — Метт Гейнеман і Том Єллін - «Він назвав мене Малала» — Девіс Гуггенхайм, Лорі МакДональд і Волтер Паркс - «Слухай мене, Марлоне» — Джон Баттсек, Джордж Чігнелл, Р. Дж. Катлер і Стівен Райлі - «Шерпа» — Бріджет Ікін, Дженніфер Підом і Дон Смітсон |
| Найкраща музика до фільму | Найкращий звук |
| «Мерзенна вісімка» — Енніо Морріконе - «Міст шпигунів» — Томас Ньюман - «Легенда Г'ю Гласса» — Карстен Ніколай і Рюїті Сакамото - «Сікаріо» — Йоганн Йоганнссон - «Зоряні війни: Пробудження Сили» — Джон Вільямс | «Легенда Г'ю Гласса» — Лон Бендер, Кріс Дьюестердек, Мартін Ернандес, Френк А. Монтано, Джон Тейлор і Ренді Том - «Міст шпигунів» — Річард Гімнс, Дрю Кунін, Енді Нельсон і Гері Райдстром - «Шалений Макс: Дорога гніву» — Скотт Гекер, Кріс Дженкінс, Марк Манджині, Бен Осмо, Грегг Рудлофф і Девід Вайт - «Марсіянин» — Пол Мессі, Мак Рут, Олівер Тарні і Марк Тейлор - «Зоряні війни: Пробудження Сили» — Девід Акорд, Енді Нельсон, Крістофер Скарабосіо, Стюарт Вілсон і Меттью Вуд |
| Найкраща робота художника-постановника | Найкращі візуальні ефекти |
| «Шалений Макс: Дорога гніву» — Колін Гібсон і Ліза Томпсон - «Міст шпигунів» — Рена ДеАндежло і Адам Штокгаузен - «Керол» — Джуді Бекер і Хезер Лоффлер - «Марсіянин» — Селія Бобак і Артур Макс - «Зоряні війни: Пробудження Сили» — Рік Картер, Даррен Гілфорд і Лі Сандалес | «Зоряні війни: Пробудження Сили» — Кріс Корбоулд, Роджер Гаєтт, Пол Кавана і Ніл Скенлен - «Людина-мураха» — Джейк Моррісон, Грег Стіл, Ден Судік і Алекс Воттке - «Ex Machina» — Марк Ардінгтон, Сара Беннетт, Пол Норріс і Ендрю Вайтгерст - «Шалений Макс: Дорога гніву» — Ендрю Джексон, Ден Олівер, Том Вуд і Енді Вільямс - «Марсіянин» — Кріс Лоуренс, Тім Ледбері, Річар Стаммерс і Стівен Ворнер                                                                                   |
| Найкращий дизайн костюмів | Найкращий грим і зачіска |
| «Шалений Макс: Дорога гніву» — Дженні Беван - «Бруклін» — Оділь Дікс-Мірє - «Керол» — Сенді Павелл - «Попелюшка» — Сенді Павелл - «Дівчина з Данії» — Пако Дельгадо | «Шалений Макс: Дорога гніву» — Деміан Мартін і Леслі Вандерволт - «Бруклін» — Морна Фергюсон і Лоррейн Глінн - «Керол» — Джеррі ДеКарло і Патриція Ріган - «Дівчина з Данії» — Жан Сьюелл - «Легенда Г'ю Гласса» — Сіан Грігг, Дункан Джармен і Роберт Пандіні |
| Найкращий монтаж | Найкращий неангломовний фільм |
| «Шалений Макс: Дорога гніву» — Маргарет Сіксел - «Гра на пониження» — Хенк Корвін - «Міст шпигунів» — Майкл Кан - «Марсіянин» — П'єтро Скалія - «Легенда Г'ю Гласса» — Стівен Мірріон | «Дикі історії» — Аргентина - «Вбивця» - «Форс-мажор» - «Тіб» - «Тімбукту» |
| Найкращий анімаційний фільм | Найкращий анімаційний короткометражний фільм |
| «Думками навиворіт» — Піт Доктер - «Посіпаки» — П'єр Коффан і Кайл Балда - «Баранчик Шон» — Марк Бертон і Річард Старзак | «Edmond» — Ніна Ганц і Емілі Жуфруа - «Manoman» — Саймон Картрайт і Камілла Крістіан Годол - «Prologue» — Річард Вільямс і Імоджен Саттон |
| Найкращий короткометражний фільм | Rising Star |
| «Operator» — Керолін Бартліт і Реббека Морган - «Elephant» — Нік Гельм, Алекс Муді і Естер Сміт - «Mining Poems of Odes» — Джек Кокер і Каллум Райс - «Over» — Джеремі Бенністер і Йорн Трелфолл - «Samuel-613» — Шеєн Канвей і Біллі Ламбі | Джон Боєга - Терон Еджертон - Дакота Джонсон - Брі Ларсон - Бел Павлі |

## Фільми за кількістю номінацій і перемог
| Номінації | Фільм                            | Перемоги |
| --------- | -------------------------------- | -------- |
| 9         | «Керол»                          | —        |
| 9         | «Міст шпигунів»                  | 1        |
| 8         | «Легенда Г'ю Гласса»             | 5        |
| 7         | «Шалений Макс: Дорога гніву»     | 4        |
| 6         | «Марсіянин»                      | —        |
| 6         | «Бруклін»                        | 1        |
| 5         | «Гра на пониження»               | 1        |
| 5         | «Ex Machina»                     | —        |
| 5         | «Дівчина з Данії»                | —        |
| 4         | «Зоряні війни: Пробудження Сили» | 1        |
| 3         | «У центрі уваги»                 | 1        |
| 3         | «Мерзенна вісімка»               | 1        |
| 3         | «Сікаріо»                        | —        |
| 3         | «Стів Джобс»                     | 1        |
| 2         | «Емі»                            | 1        |
| 2         | «Думками навиворіт»              | 1        |
| 2         | «Тіб»                            | 1        |
| 2         | «Кімната»                        | 1        |